# 의정부시의 마천루 목록
대한민국 경기도 의정부시의 마천루 목록이다. 대한민국의 「초고층 및 지하연계 복합건축물 재난관리에 관한 특별법」에 따르면 '초고층 건축물' 이란 층수가 50층 이상 또는 높이가 200m 이상인 건축물을 말한다.

## 마천루 순위
본 목록은 완공되었거나, 상량식을 끝낸 마천루이다.
| 순위 | 이름                               | 사진 | 위치     | 높이 | 층수 | 완공 연도 | 비고                                    |
| ---- | ---------------------------------- | ---- | -------- | ---- | ---- | --------- | --------------------------------------- |
| 1    | 힐스테이트 의정부역                |      | 의정부동 | 155m | 49층 | 2024년    | 현재 의정부시에서 가장 높은 마천루이다. |
| 2    | 신도 아크라티움                    |      | 일직동   | 117m | 29층 | 2009년    | [ 2 ]                                   |
| 3    | 의정부역 디베뉴스타                |      | 일직동   | 104m | 24층 | 2020년    | [ 3 ]                                   |
| 4=   | 의정부역 센트럴자이&위브캐슬 102동 |      | 의정부동 | 101m | 36층 | 2022년    | [ 4 ]                                   |
| 4=   | 의정부역 센트럴자이&위브캐슬 103동 |      | 의정부동 | 101m | 36층 | 2022년    | [ 5 ]                                   |
| 4=   | 의정부역 센트럴자이&위브캐슬 104동 |      | 의정부동 | 101m | 36층 | 2022년    | [ 6 ]                                   |
| 4=   | 의정부역 센트럴자이&위브캐슬 106동 |      | 의정부동 | 101m | 36층 | 2022년    | [ 7 ]                                   |
| 4=   | 의정부역 센트럴자이&위브캐슬 107동 |      | 의정부동 | 101m | 36층 | 2022년    | [ 8 ]                                   |
| 4=   | 의정부역 센트럴자이&위브캐슬 108동 |      | 의정부동 | 101m | 36층 | 2022년    | [ 9 ]                                   |
| 4=   | 의정부역 센트럴자이&위브캐슬 109동 |      | 의정부동 | 101m | 36층 | 2022년    | [ 10 ]                                  |
| 4=   | 의정부역 센트럴자이&위브캐슬 110동 |      | 의정부동 | 101m | 36층 | 2022년    | [ 11 ]                                  |
| 4=   | 의정부역 센트럴자이&위브캐슬 111동 |      | 의정부동 | 101m | 36층 | 2022년    | [ 12 ]                                  |
| 13=  | 의정부역 푸르지오 더 센트럴 106동  |      | 의정부동 | 100m | 35층 | 2024년    | [ 13 ]                                  |
| 13=  | e편한세상 신곡 파크프라임 102동    |      | 신곡동   | 100m | 35층 | 2024년    | [ 14 ]                                  |
| 13=  | e편한세상 신곡 파크프라임 103동    |      | 신곡동   | 100m | 35층 | 2024년    | [ 15 ]                                  |
| 13=  | e편한세상 신곡 파크프라임 104동    |      | 신곡동   | 100m | 35층 | 2024년    | [ 16 ]                                  |
| 13=  | e편한세상 신곡 파크프라임 105동    |      | 신곡동   | 100m | 35층 | 2024년    | [ 17 ]                                  |
| 18   | e편한세상 신곡 파크프라임 101동    |      | 신곡동   | 97m  | 34층 | 2024년    | [ 18 ]                                  |
| 19=  | 의정부역 센트럴자이&위브캐슬 101동 |      | 의정부동 | 96m  | 34층 | 2022년    | [ 19 ]                                  |
| 19=  | 의정부역 센트럴자이&위브캐슬 105동 |      | 의정부동 | 96m  | 34층 | 2022년    | [ 20 ]                                  |
| 21   | 의정부역 푸르지오 더 센트럴 104동  |      | 의정부동 | 95m  | 33층 | 2023년    | [ 21 ]                                  |
| 22=  | 민락 우미린 더 스카이 2002동       |      | 민락동   | 94m  | 34층 | 2018년    | [ 22 ]                                  |
| 22=  | 민락 우미린 더 스카이 2003동       |      | 민락동   | 94m  | 34층 | 2018년    | [ 23 ]                                  |
| 22=  | 민락 우미린 더 스카이 2004동       |      | 민락동   | 94m  | 34층 | 2018년    | [ 24 ]                                  |
| 22=  | 민락 우미린 더 스카이 2007동       |      | 민락동   | 94m  | 34층 | 2018년    | [ 25 ]                                  |
| 22=  | 이안 더 센트로 의정부              |      | 의정부동 | 94m  | 29층 | 2024년    | [ 26 ]                                  |
| 27   | 아이콘스타 로데오                  |      | 의정부동 | 92m  | 27층 | 2019년    | [ 27 ]                                  |
| 28   | 한양수자인 파크뷰                  |      | 의정부동 | 91m  | 25층 | 2020년    | [ 28 ]                                  |
| 29   | 아이콘스타 리버뷰                  |      | 의정부동 | 90m  | 25층 | 2019년    | [ 29 ]                                  |

## 미완공 마천루

### 공사중인 마천루
이 목록은 현재 경기도 의정부시에서 공사가 진행중인 마천루이다.
| 이름                       | 상태   | 위치     | 높이 | 층수 | 완공 예정  | 비고   |
| -------------------------- | ------ | -------- | ---- | ---- | ---------- | ------ |
| 의정부역 스카이 자이 101동 | 공사중 | 의정부동 | 165m | 49층 | 2024년 8월 | [ 30 ] |
| 의정부역 스카이 자이 102동 | 공사중 | 의정부동 | 165m | 49층 | 2024년 8월 | [ 30 ] |

### 계획중인 마천루
이 목록은 현재 경기도 의정부시에서 계획이 진행중인 마천루이다.
| 이름                    | 위치   | 높이 | 층수 | 완공 예정 | 비고 |
| ----------------------- | ------ | ---- | ---- | --------- | ---- |
| 나리벡시티 아파트 101동 | 금오동 | -    | 45층 | -         |      |
| 나리벡시티 아파트 102동 | 금오동 | -    | 45층 | -         |      |
| 나리벡시티 아파트 103동 | 금오동 | -    | 45층 | -         |      |
| 나리벡시티 아파트 104동 | 금오동 | -    | 45층 | -         |      |

### 취소된 마천루
이 목록은 경기도 의정부시에서 건설이 취소된 마천루이다.
| 이름                      | 위치     | 높이 | 층수 | 비고                                           |
| ------------------------- | -------- | ---- | ---- | ---------------------------------------------- |
| 녹양역 스카이59 101동     | 가능동   | 194m | 59층 | 완공되면 의정부시에서 가장 높은 마천루가 된다. |
| 녹양역 스카이59 102동     | 가능동   | 194m | 59층 | 완공되면 의정부시에서 가장 높은 마천루가 된다. |
| 녹양역 스카이59 103동     | 가능동   | 194m | 59층 | 완공되면 의정부시에서 가장 높은 마천루가 된다. |
| 녹양역 스카이59 104동     | 가능동   | 194m | 59층 | 완공되면 의정부시에서 가장 높은 마천루가 된다. |
| 녹양역 스카이59 105동     | 가능동   | 194m | 59층 | 완공되면 의정부시에서 가장 높은 마천루가 된다. |
| 녹양역 스카이59 106동     | 가능동   | 194m | 59층 | 완공되면 의정부시에서 가장 높은 마천루가 된다. |
| 녹양역 스카이59 107동     | 가능동   | 194m | 59층 | 완공되면 의정부시에서 가장 높은 마천루가 된다. |
| 녹양역 스카이59 108동     | 가능동   | 194m | 59층 | 완공되면 의정부시에서 가장 높은 마천루가 된다. |
| 의정부역 펠리스타워 101동 | 의정부동 | 185m | 55층 |                                                |
| 의정부역 펠리스타워 104동 | 의정부동 | 185m | 55층 |                                                |
| 의정부역 펠리스타워 105동 | 의정부동 | 185m | 55층 |                                                |
| 의정부역 펠리스타워 102동 | 의정부동 | 177m | 49층 |                                                |
| 의정부역 펠리스타워 103동 | 의정부동 | 177m | 49층 |                                                |
| 의정부역 펠리스타워 106동 | 의정부동 | 177m | 49층 |                                                |

## 같이 보기
- 의정부시
- 마천루 목록
- 아시아의 마천루 목록
- 대한민국의 마천루 목록